# Nelson Oyarzún
Nelson Guillermo de Lourdes Oyarzún Arenas (Valparaíso, 21 de marzo de 1943 - Chillán, 10 de septiembre de 1978) fue un entrenador de fútbol de Universidad de Chile, O'Higgins, Deportes Concepción, Lota Schwager y Ñublense.

## Biografía
Nació en Valparaíso para luego radicarse en Santiago de Chile durante sus estudios de enseñanza básica y media, en el cual rindió en el Liceo José Victorino Lastarria. En 1971 y 1972 realiza sus estudios de Profesor en Especialidad de Fútbol, en la Academia Alto Deportes de Colonia, Alemania. También realizó pasantías en el Instituto Nacional de Deportes de París, Francia; el Instituto Nacional de Educación Física de Madrid, España; el Arsenal F.C. y el Chelsea F.C. de Inglaterra.
Participó en la capacitación de profesores en el Estado Bolívar de Venezuela, como también en la actualización de conocimiento de profesores de la Región Centroccidental del mismo país. Además fue parte de la Comisión de RFA para el desarrollo de la Ciencia y el Deporte de Venezuela, como también en el Soccer Promotion del estado de Arizona del Departamento de Salud y Servicios Humanos de los Estados Unidos. Fue preparador físico del boxeador Martín Vargas.
En 1975 desempeña su labor de entrenador en Lota Schwager, para al año siguiente dirigir a Universidad de Chile y Deportes Concepción. Para 1977 dirige O'Higgins de Rancagua y retorna nuevamente a Universidad de Chile. Finalmente dirige a Club Deportivo Ñublense hasta su muerte en 1978.

### Muerte
Llega a Chillán en 1978, luego de ser despedido de Universidad de Chile junto a otros jugadores. Allí se encarga de dirigir al Club Deportivo Ñublense, cargo que asumiría por ocho meses, hasta su muerte el 10 de septiembre de 1978 a causa de un cáncer.

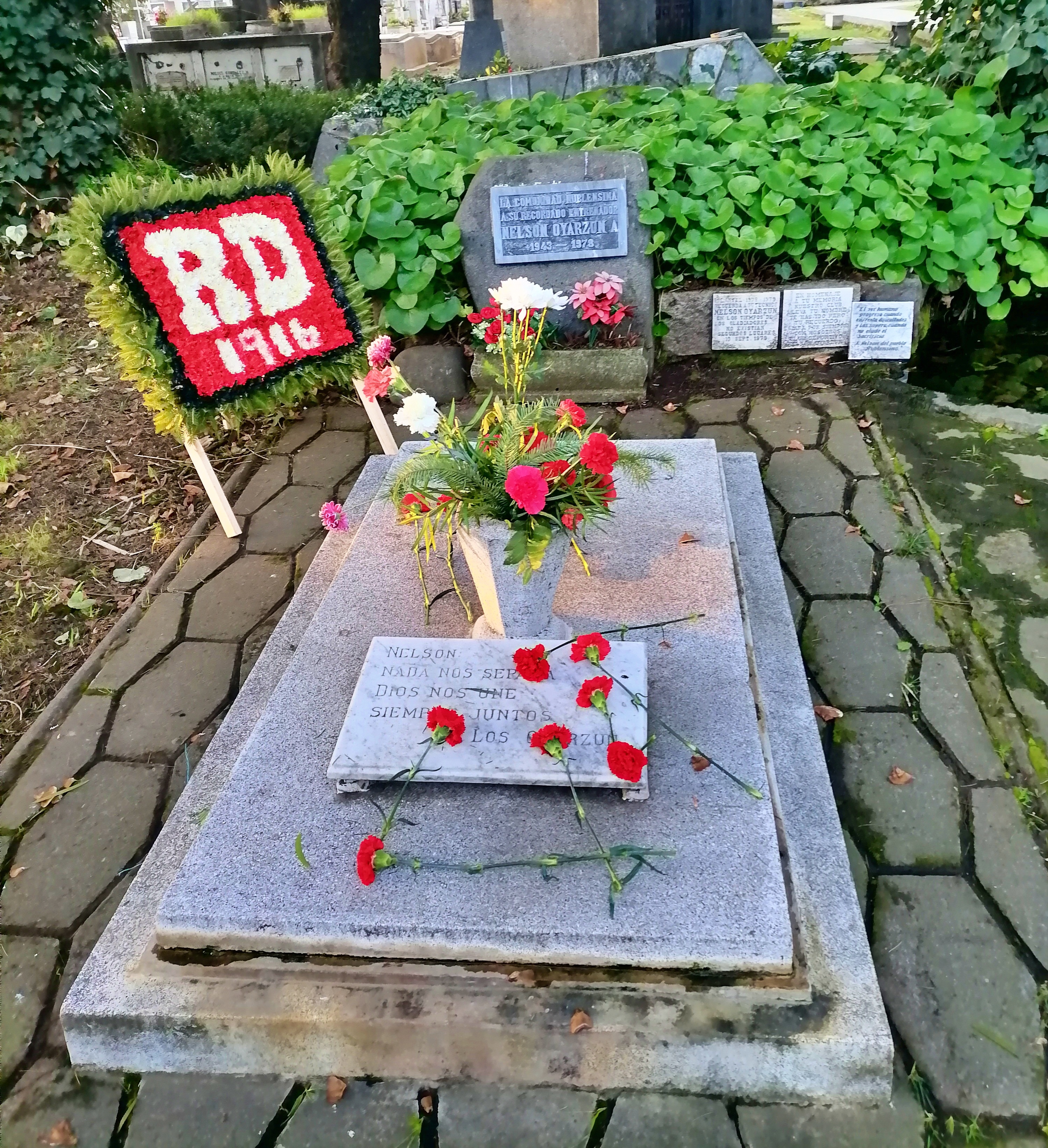
Tumba de Nelson Oyarzún, con motivo del aniversario de Ñublense

Ese día estuvo internado en el Hospital Clínico Herminda Martin con la compañía de su esposa, hijos y su hermano, Gastón Oyarzún, quien mandó el último mensaje de Nelson Oyarzún al capitán de carabineros, Fernando Chesta y este se encargó de transmitírselos a los jugadores que alojaban en el Gran Hotel Isabel Riquelme de la ciudad.

"Pídele al plantel, que, si mañana algo me pasa, luchen con el mismo corazón y voluntad que tuvieron en todos los partidos. Dile a Pancho Cuevas que haga de la cancha todas las locuras que el sabe, que Bonhome juegue como un tanque, que Cerenderos continué siendo la muralla impasable en la defensa y que Aballay corra con sus siete pulmones..."

El mensaje no pudo ser transmitido completamente debido a la emoción de los jugadores y del mismo capitán de carabineros.
En la tarde de ese mismo día, el equipo enfrentó a Colo-Colo en Chillán en un partido memorable donde este último fue derrotado 2-1, una vez finalizado el encuentro los jugadores supieron que Nelson Oyarzún había fallecido. Sus restos descansan en el cementerio municipal de Chillán. Tras su fallecimiento, el Estadio Municipal de Chillán es rebautizado con el nombre de Estadio Nelson Oyarzún, cual posteriormente en 2008, pasa a denominarse "Estadio Bicentenario Municipal Nelson Oyarzún".

## Clubes
| Club                 | País  | Año  |
| -------------------- | ----- | ---- |
| Lota Schwager        | Chile | 1975 |
| Deportes Concepción  | Chile | 1977 |
| O'Higgins            | Chile | 1977 |
| Universidad de Chile | Chile | 1978 |
| Ñublense             | Chile | 1978 |

## Vida personal
Es el padre de Marcelo Oyarzún, preparador físico que fue miembro del cuerpo técnico de Mirko Jozić en Colo-Colo, donde ganó la Copa Libertadores 1991; además, su nieto Diego Oyarzún es futbolista profesional.